# رودریگو لسترا
رودریگو لسترا (انگلیسی: Rodrigo Lastra؛ زادهٔ ۲۴ ژوئن ۱۹۹۸) بازیکن فوتبال اهل آرژانتین است.